# Wandlungsfähige Fabrik
Unter einer Wandlungsfähigen Fabrik wird eine Fabrik verstanden, in der ein Wandlungsfähiges Produktionssystem realisiert ist, also eine Fabrik mit hoher Anpassungsfähigkeit an veränderte Anforderungen. Verschiedene Autoren benutzen in diesem Zusammenhang auch die Begriffe Wandelbare Fabrik und Zukunftsrobuste Fabrik.

## Notwendigkeit wandlungsfähiger Fabriken
Ursache für die Forderung nach der Wandlungsfähigen Fabrik ist eine Umwelt zunehmender Clockspeeds, die immer weniger konstant und in geringerem Maße prognostizierbar ist, in der Produktionsunternehmen agieren müssen.
„Konventionelle Fabriken“ werden auf Basis der zum Planungszeitpunkt der Fabrik herrschenden Randbedingungen und prognostizierten zukünftigen Zustände geplant und gestaltet. Bei unerwartet auftretenden Einflüssen und Umweltveränderungen muss die Fabrik entweder suboptimal betrieben oder teuer an die neuen Zustände angepasst werden. Als wesentliche Faktoren, welche substanzielle Veränderungen in einer Fabrik erzwingen, werden häufig
- eine stark schwankende Nachfrage nach den Produkten,
- eine veränderte Anzahl der Varianten von Produkten,
- kürzere Lebenszyklen von Produkt und Technologie sowie
- veränderte Anforderungen der Kunden an die Produkteigenschaften oder die Belieferung

genannt.
Als weitere wesentliche Ursache für die Erforderlichkeit von wandlungsfähigen Fabriken wird die in der Regel unterschiedliche Dauer von Fabrik-, Technologie- und Produktlebenszyklen angesehen. Während viele Produkte lediglich über drei oder weniger Jahre produziert werden, werden die zur Produktion erforderlichen Maschinen oft über fünf bis zehn Jahre und mehr genutzt und die gesamte Fabrik über nicht selten mehr als 30 Jahre. Die steuerliche Absetzung für Abnutzung für Maschinen beträgt in der Regel 10 Jahre und die auf Gebäude 50. Demzufolge müssten die Maschinen bereits auf die Produktion von Nachfolgeprodukten und die Fabrik auf die nachfolgenden Maschinen ausgelegt werden, deren Eigenschaften jedoch niemand kennt und die kaum vorhersehbar sind.
Die Wandlungsfähige Fabrik stellt im Rahmen der Produktionsforschung ab 2008 eines der neuesten Konzepte zur Sicherung der Wettbewerbsfähigkeit von Unternehmen dar.

## Planung wandlungsfähiger Fabriken
Für die Fabrikplanung ergibt sich im Kontext eines unsicheren Unternehmensumfeldes die Notwendigkeit, die Fabrik und deren Bestandteile auf denkbare zukünftige Randbedingungen auszurichten, welche mit Hilfe geeigneter Instrumente zu antizipieren sind. Hier hat sich die Szenario-Technik als Hilfsmittel zur Planung durchgesetzt. Als Szenario wird eine allgemeinverständliche Beschreibung einer möglichen Situation in der Zukunft verstanden. Auf Basis dieser erstellten Zukunftsbilder kann so eine Fabrik auch bei Unsicherheit langfristig geplant werden.

## Gestaltung wandlungsfähiger Fabriken
Als wesentliche Gestaltungsanforderungen von Wandlungsfähigen Fabriken respektive deren Bestandteile werden die
- Mobilität,
- Modularität,
- Kompatibilität,
- Universalität und
- Skalierbarkeit

gefordert.
Bei der praktischen Umsetzung der Gestaltungsforderungen kommen Modularisierung aber auch Standardisierung der technischen Ressourcen einer Fabrik besondere Bedeutung zu. Standardisierte Komponenten erlauben eher, bei Bedarf aufwandsarm eine neue technische Konfiguration der Fabrik im Hinblick auf neue Randbedingungen ohne eine Störung des laufenden Betriebs zu erwirken.

## Personelle Gesichtspunkte
Wandlungsfähige Fabriken stellen die Mitarbeiter aufgrund ihrer ständigen Adaption an neue Randbedingungen stets vor neue Aufgaben, welche teilweise völlig neue Kenntnisse und Fähigkeiten verlangen. Der Begriff Veränderungsmanagement (englisch: change management) steht in diesem Zusammenhang für die Lenkung und Steuerung von Veränderungsprozessen mit dem betroffenen Personal. Um die notwendige Wandlungsfähigkeit von Mitarbeitern zu gewährleisten, greift das Veränderungsmanagement Möglichkeiten zum schnellen, flexiblen und zuverlässigen Lernen für Mitarbeiter und Unternehmen auf (siehe auch: Lernende Organisation). Neben der Erzeugung der personellen Fähigkeit zum Wandel ist die Erzeugung der Bereitschaft zur Veränderung ein weiterer wichtiger Faktor des Veränderungsmanagements. Durch die Beseitigung Barrieren, die Vermittlung persönlicher Vorteile und weiterer Maßnahmen kann Wandlungsbereitschaft bei den Mitarbeitern gestärkt werden.

## Wirtschaftliche Bewertung
Die wesentliche Problematik bei der Bewertung verschiedener Gestaltungsansätze im Kontext einer unsicheren Umwelt ist das Erfordernis, zum aktuellen Zeitpunkt eventuell höher in eine wandlungsfähige Alternative zu investieren, die sich erst dadurch auszahlt, dass unerwartete Einflüsse in der Zukunft eintreten. Für die Bewertung der Wirtschaftlichkeit alternativer Gestaltungslösungen für die Fabrik versagen daher übliche Investitionsrechnungen. Angepasste Bewertungsverfahren basieren daher auf der statistischen Modellierung verschiedenartiger unsicherer Eingangsparameter (zum Beispiel mit Hilfe der Monte-Carlo-Simulation), welche die Vorteilhaftigkeit der Investitionsentscheidungen beeinflussen. Die modellierten Eingangsparameter fließen in die Berechnung der Herstellungskosten, des Kapitalwertes und anderer finanzieller Entscheidungsgrößen ein.
Die verschiedenen Gestaltungslösungen von Fabriken können so auch im Hinblick auf eine unsichere Zukunft abgestimmt werden.